# 格拉斯哥笑容

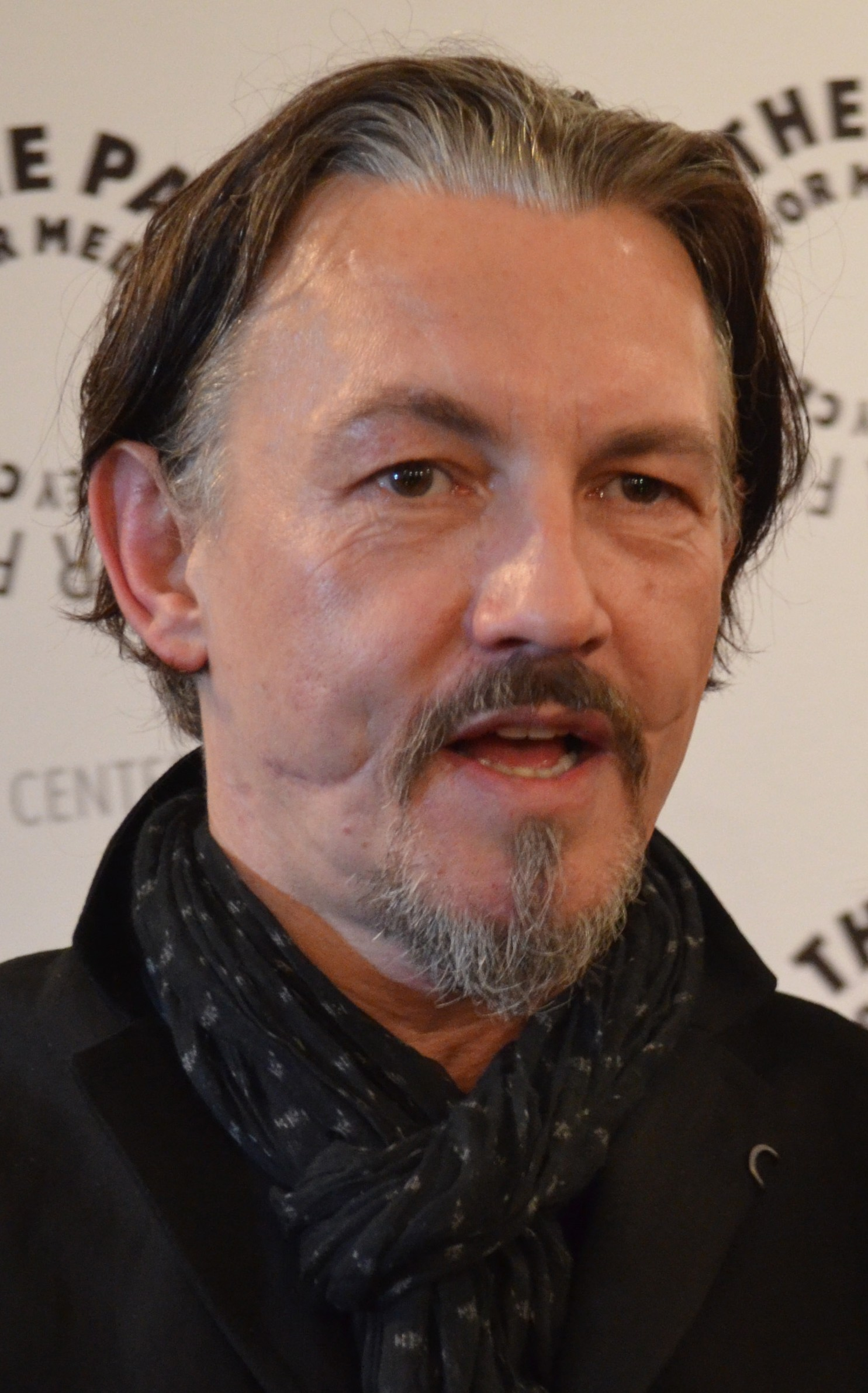
苏格兰演员汤米·弗拉纳根年轻时曾被一个暴力团伙在脸上刻下“格拉斯哥微笑”。

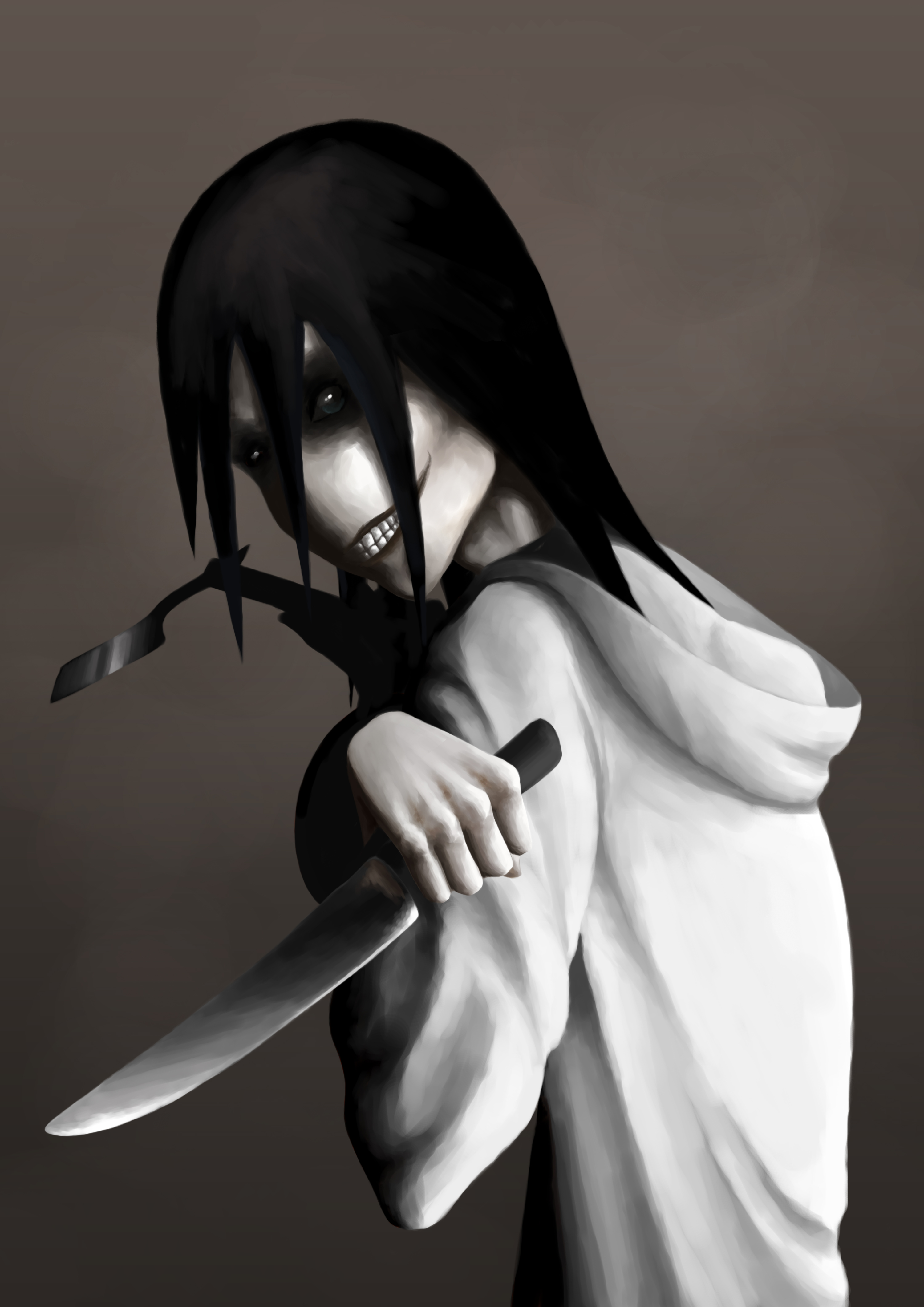
Creepypasta的角色“杀手杰夫”的标志性特征是他自己雕刻的格拉斯哥微笑。

格拉斯哥笑容（也被称为切尔西笑容，或柴郡猫）指的是从受害者的嘴角划到耳根上的伤口，留下一道类似微笑的疤痕 。
这种伤口一般是用小刀或碎玻璃制造的，留下一道令受害者终身微笑的疤痕。
这种行为据说始于20世纪20年代与30年代，起源于蘇格蘭格拉斯哥 。
值得一提，苏格兰演员汤米·弗拉纳根在苏格兰一家酒吧外面遭到袭击，留下了格拉斯哥笑容的疤痕。